# Ваггонер (Іллінойс)
Ваггонер (англ. Waggoner) — селище (англ. village) в США, в окрузі Монтгомері штату Іллінойс. Населення — 181 особа (2020).

## Географія
Ваггонер розташований за координатами 39°22′39″ пн. ш. 89°39′10″ зх. д. / 39.37750° пн. ш. 89.65278° зх. д. (39.377612, -89.652750).  За даними Бюро перепису населення США в 2010 році селище мало площу 0,68 км², уся площа — суходіл.

## Демографія
Згідно з переписом 2010 року, у селищі мешкало 266 осіб у 99 домогосподарствах у складі 63 родин. Густота населення становила 390 осіб/км².  Було 115 помешкань (169/км²).
Расовий склад населення:
| - 99,2 % — білих - 0,8 % — чорних або афроамериканців |

До двох чи більше рас належало 0,0 %. Частка іспаномовних становила 0,4 % від усіх жителів.
За віковим діапазоном населення розподілялося таким чином: 32,7 % — особи молодші 18 років, 57,9 % — особи у віці 18—64 років, 9,4 % — особи у віці 65 років та старші. Медіана віку мешканця становила 32,1 року. На 100 осіб жіночої статі у селищі припадало 87,3 чоловіків;  на 100 жінок у віці від 18 років та старших — 77,2 чоловіків також старших 18 років.
Середній дохід на одне домашнє господарство  становив 35 384 долари США (медіана — 30 000), а середній дохід на одну сім'ю — 37 848 доларів (медіана — 27 500). Медіана доходів становила 37 917 доларів для чоловіків та 35 625 доларів для жінок. За межею бідності перебувало 38,7 % осіб, у тому числі 47,2 % дітей у віці до 18 років та 72,7 % осіб у віці 65 років та старших.
Цивільне працевлаштоване населення становило 61 осіб. Основні галузі зайнятості: роздрібна торгівля — 26,2 %, виробництво — 26,2 %, науковці, спеціалісти, менеджери — 16,4 %, транспорт — 6,6 %.